# Elezioni parlamentari in Pakistan del 2024
Le elezioni parlamentari in Pakistan del 2024 si sono tenute l’8 febbraio per il rinnovo dell'Assemblea nazionale, la camera bassa del parlamento del paese.
Quest’ultime, che avrebbero dovuto tenersi nel 2023 ma che sono state presto posticipate per importanti difficoltà organizzativo-interne al 2024, sono risultate comunque essere, sin da subito, caratterizzate da contestati provvedimenti, un clima politico-sociale turbolento, instabilità economica e istituzionale, accuse di ridisegni non imparziali dei collegi elettorali ed importanti decisioni giudiziarie sulla candidabilità o meno di importanti candidati nonché, altresì, da uno scrutinio particolarmente a rilento (che ha portato alcuni politologi a ipotizzare potenziali manipolazioni dei militari, molto influenti nel paese).
Nonostante tutto ciò, in seguito allo spoglio dei voti, le elezioni hanno visto, come già previsto dalle prime indiscrezioni, la vittoria di candidati indipendenti supportati dal Movimento per la Giustizia del Pakistan (Pakistan Tehreek-e-Insaf - PTI). Difatti, quest’ultimo, per via di un’interdizione politica dovuta ad una sentenza della Corte suprema del paese, con la conseguente impossibilità di competere con il proprio contrassegno e la propria struttura organizzativa, è nondimeno riuscito ad appoggiare politicamente abbastanza candidati per ottenere alle urne una maggioranza relativa pari a 93 seggi. In ogni caso, tuttavia, le elezioni hanno fatto comunque emergere una forte frammentazione politica per il paese, anche per via dell’effettiva crescita del secondo maggior partito del paese, la Lega Musulmana del Pakistan (N).

## Sistema elettorale
Per le elezioni parlamentari, la legge elettorale pakistana, definita nei suoi princìpi anche dall’Art. 51 della Costituzione, prevede un’Assemblea numericamente variabile (per questa tornata, di 336 seggi), in cui:
- 266 seggi sono eletti direttamente, nel giorno elettorale, secondo il sistema maggioritario secco applicato in altrettanti collegi uninominali;
- Un numero variabile di seggi (in questa tornata pari a 70) eletti, in base ai risultati dei partiti in ciascuna provincia, secondo il sistema proporzionale con una soglia di sbarramento al 5%, ma riservati alla rappresentanza di donne (60) e minoranze religiose non-islamiche (10).

Da tale ripartizione, sempre ai sensi della legge, sono esclusi i candidati indipendenti.

## Risultati
| Partito                                                                              | Voti        | %     | Seggi    | Seggi     | Seggi     | Seggi  |
| Partito                                                                              | Voti        | %     | Elezione | Riservati | Riservati | Totale |
| Partito                                                                              | Voti        | %     | Elezione | Donne     | Minoranze | Totale |
| ------------------------------------------------------------------------------------ | ----------- | ----- | -------- | --------- | --------- | ------ |
| Indipendenti (IND-PTI) (sostenuti dal Movimento per la Giustizia del Pakistan - PTI) | 18.457.567  | 31,17 | 93       | —         | —         | 93     |
| Lega Musulmana del Pakistan (N) (PML(N))                                             | 13.999.656  | 23,64 | 75       | 34        | 5         | 114    |
| Partito Popolare Pakistano (PPP)                                                     | 8.244.944   | 13,92 | 54       | 16        | 3         | 74     |
| Tehreek-e-Labbaik Pakistan (TLP)                                                     | 2.888.619   | 4,88  | —        | —         | —         | —      |
| Associazione degli Ulema dell'Islam (JUI-F)                                          | 2.163.160   | 3,65  | 6        | 2         | 1         | 8      |
| Jamaat-e-Islami (JI)                                                                 | 1.336.698   | 2,26  | —        | –         | –         | —      |
| Grande Alleanza Democratica (GDA)                                                    | 1.180.866   | 1,99  | —        | –         | –         | —      |
| Movimento Muttahida Qaumi-Pakistan (MQM-P)                                           | 1.119.962   | 1,89  | 17       | 4         | 1         | 22     |
| Partito Istehkam-e-Pakistan (IPP)                                                    | 648.827     | 1,10  | 3        | 1         | —         | 4      |
| Partito Nazionale Awami (ANP)                                                        | 622.115     | 1,05  | —        | —         | —         | —      |
| Lega Musulmana del Pakistan (Q) (PML(Q))                                             | 339.518     | 0,57  | 3        | 1         | —         | 4      |
| Lega Musulmana Markazi del Pakistan (PMML)                                           | 205.768     | 0,35  | —        | —         | —         | —      |
| Partito Pashtunkhwa Nazionale Awami (PKMAP)                                          | 166.640     | 0,28  | 1        | —         | —         | 1      |
| Partito Nazionale del Belucistan (Mengal) (BNP-M)                                    | 162.988     | 0,28  | 2        | —         | —         | 2      |
| Partito Rah-e-Haq del Pakistan (PRP)                                                 | 119.864     | 0,20  | —        | —         | —         | —      |
| Lega Musulmana del Pakistan (Z) (PML(Z))                                             | 109.570     | 0,19  | 1        | —         | —         | 1      |
| Parlamentari del Movimento per la Giustizia del Pakistan (PTI-P)                     | 96.089      | 0,16  | –        | —         | —         | —      |
| Partito Awami del Belucistan (BAP)                                                   | 90.985      | 0,15  | 1        | —         | —         | 1      |
| Partito Nazionale (NP)                                                               | 68.741      | 0,12  | 1        | —         | —         | 1      |
| Partito Pashtunkhwa Milli Awami (PMAP)                                               | 64.544      | 0,11  | 1        | —         | —         | 1      |
| Majlis Wahdat-e-Muslimeen (MWM)                                                      | 61.899      | 0,10  | 1        | —         | —         | 1      |
| Altri (<0,10%)                                                                       | 507.571     | 0,86  | —        | —         | —         | —      |
| Indipendenti (IND)                                                                   | 6.564.486   | 11,08 | 8        | —         | —         | 8      |
| Totale                                                                               | 59.221.077  | 97,14 | 266      | 60        | 10        | 336    |
| Schede bianche - nulle - rigettate                                                   | 1.733.449   | 2,86  |          |           |           |        |
| Votanti                                                                              | 60.573.345  | 100   |          |           |           |        |
| Elettori                                                                             | 127.669.206 | 47,45 |          |           |           |        |